# Tierpark Suhl
Koordinaten: 50° 36′ 40,8″ N, 10° 43′ 7,2″ O
Der Tierpark Suhl ist ein Zoo im Osten der Stadt Suhl im Thüringer Wald, der sich auf die Haltung bedrohter europäischer Wild- und Haustiere spezialisiert hat. Er zeigt rund 450 Tiere aus 100 Arten.

## Geschichte
Der Tierpark wurde am 7. Oktober 1969 eröffnet und beschränkte sich ursprünglich auf die Haltung heimischer Tierarten. Seit den 1990er Jahren wurden Anlagen im Sinne einer artgerechten Tierhaltung erweitert oder umgewidmet.
Eine Steigerung der Attraktivität des Parks gelang mit der Anschaffung exotischer Tiere, die als Besucherlieblinge gelten: 2009 entstand eine begehbare Lori-Voliere anstelle der aufgegebenen Bärenhaltung und 2010 wurde eine Anlage für Erdmännchen eröffnet. Das Haushaltssicherungskonzept der Stadt Suhl bis 2023 sieht Einsparungen bei der künftigen finanziellen Unterstützung des Tierparks vor.

## Tierbestand
Der Tierpark ordnet seinen Bestand den folgenden drei Bereichen zu:

### Thüringer Haustiere
Unter der Zahl heimischer Haustierformen versucht der Tierpark besonders, bedrohte Rassen zu züchten, darunter die Thüringer Waldziege oder das Rhönschaf.

### Wild- und Säugetiere
Mit Luchs und Elch oder Alpensteinbock sind teils sehr bedrohte heimische oder europäische Wildtierarten repräsentiert.

### Vogelwelt
In Suhl züchtet regelmäßig das bedrohte Auerhuhn. Gezeigt werden außerdem einige Eulenarten und in einer begehbaren Anlage Allfarbloris.